# Salvador Llorac i Santis
Salvador Llorac i Santis   (Creixell, 17 d'abril de 1944) és un historiador català, considerat un dels monografistes locals més importants del país. Presideix el Centre d'Estudis Sadurninencs.
El 1993, va publicar una monografia notable sobre Olesa de Bonesvalls. Més endavant, el 2009, va fer una xerrada a l'Escola Politècnica Superior d'Enginyeria de Vilanova i la Geltrú com a investigador entorn dels castells medievals del Penedès. El 2010, va signar com a autor el llibre del 25è aniversari de l'Associació Catalana d’Enòlegs. El 2015, va publicar amb l'editorial El Cep i la Nansa El Pla del Penedès, la consolidació de la recerca de l'autor, que inclou la creació el 1971 d'un plànol i una guia de Vilanova i la Geltrú que van ser referents durant molts anys.
Una troballa destacada de Llorac és un document en llatí que certifica l'existència del castell de Subirats el 28 de febrer del 917. Es tracta de la primera referència existent tant del castell en si com de Subirats i del Penedès. També és recalcable la difusió que va fer a Sant Martí Sarroca, pòsit del temps dels fets del 4 de gener del 1714 a Sant Martí Sarroca. Concretament, va ser la primera població a llançar-se a les armes en el marc de la revolta de les quinzenades.
A més, ha escrit els llibres L’esperit de l’Ateneu Agrícola de Sant Sadurní d’Anoia i La postguerra en un municipi de l’Alt Penedès. Sant Sadurní d’Anoia (1939-1952) sobre Sant Sadurní d'Anoia, el segon acompanyat de Lluís Eroles.